# Thierry Thuillier
Pour les articles homonymes, voir Thuillier.
Thierry Thuillier, né le 24 mai 1963, est un journaliste français de télévision. Il est directeur délégué de LCI depuis 2016 et directeur de l'information du groupe TF1 depuis 2017.

## Biographie
Il est le fils d'un tourneur-mécanicien,.
Diplômé de l'Institut d'études politiques de Paris (Pol. éco. soc., 1986) après une licence d'administration économique et sociale, il entre à l'institut de sondages BVA en 1986, comme chargé d'études politiques, avant de devenir journaliste.
Au début des années 1990, il travaille pour TF1, sur la politique étrangère de 1990 à 1993 puis sur la politique intérieure jusqu'en 1994.
En 1994, il rejoint France 2. À la fin des années 1990, il présenta certaines éditions du journal la nuit et intervenait régulièrement dans les différents journaux télévisés de la chaîne (notamment l'édition spéciale présentée par David Pujadas après les attentats du 11 septembre 2001 aux États-Unis).[réf. souhaitée]
Thierry Thuillier est avant tout connu comme étant le « Monsieur international » de France 2 puisqu'il a occupé pendant plusieurs années le poste de chef du service international avant d'assumer celui de chef du service enquête et reportage de la rédaction de France 2.[réf. souhaitée]
En 2002, il crée avec Patrick Boitet sur France 2 Un œil sur la planète, un magazine trimestriel consacré à la géopolitique qu'il présente jusqu'à son départ en 2008.
En août 2007, il est nommé rédacteur en chef du journal de 20 heures de France 2 par Arlette Chabot. L'édition présentée par David Pujadas étant fortement contestée par les journalistes de la chaîne eux-mêmes, il doit proposer un journal plus ouvert sur l'international, l'Europe et l'environnement et construit avec plus de clarté et de cohérence.
Au printemps 2008, il quitte France 2 pour prendre, en remplacement de Bernard Zekri, la tête de la rédaction de la chaîne d'information en continu I>Télé en difficultés face à sa concurrente BFM TV,.
En août 2010, il démissionne de son poste au sein du groupe Canal+ pour rejoindre la direction de l'information de France Télévisions, en remplacement d'Arlette Chabot, remerciée.
Il devient en octobre 2013 le nouveau patron de France 2, en remplacement de Philippe Vilamitjana limogé après les nombreux échecs des nouveautés de la rentrée 2013. Il reste toutefois en parallèle directeur de l’information. Il a mis en œuvre la fusion des rédactions de France 2 et France 3.
Le 1er juin 2015, il quitte ses responsabilités au sein de France Télévisions et de France 2 pour rejoindre Canal+ à la direction du service des sports. Après un passage éclair, il est remplacé à ce poste par Thierry Cheleman.
Le 21 juillet 2016, il est nommé par le groupe TF1, directeur général de LCI et entre en fonction le 16 août suivant. Il réforme la ligne éditoriale pour recentrer la chaîne sur les débats et les éditorialistes, ce qui se traduit par une augmentation des audiences. Le 28 septembre 2017, il est nommé par le groupe TF1, directeur général de l'information et entre en fonction le jour même.